# Maximiliaan van Horne

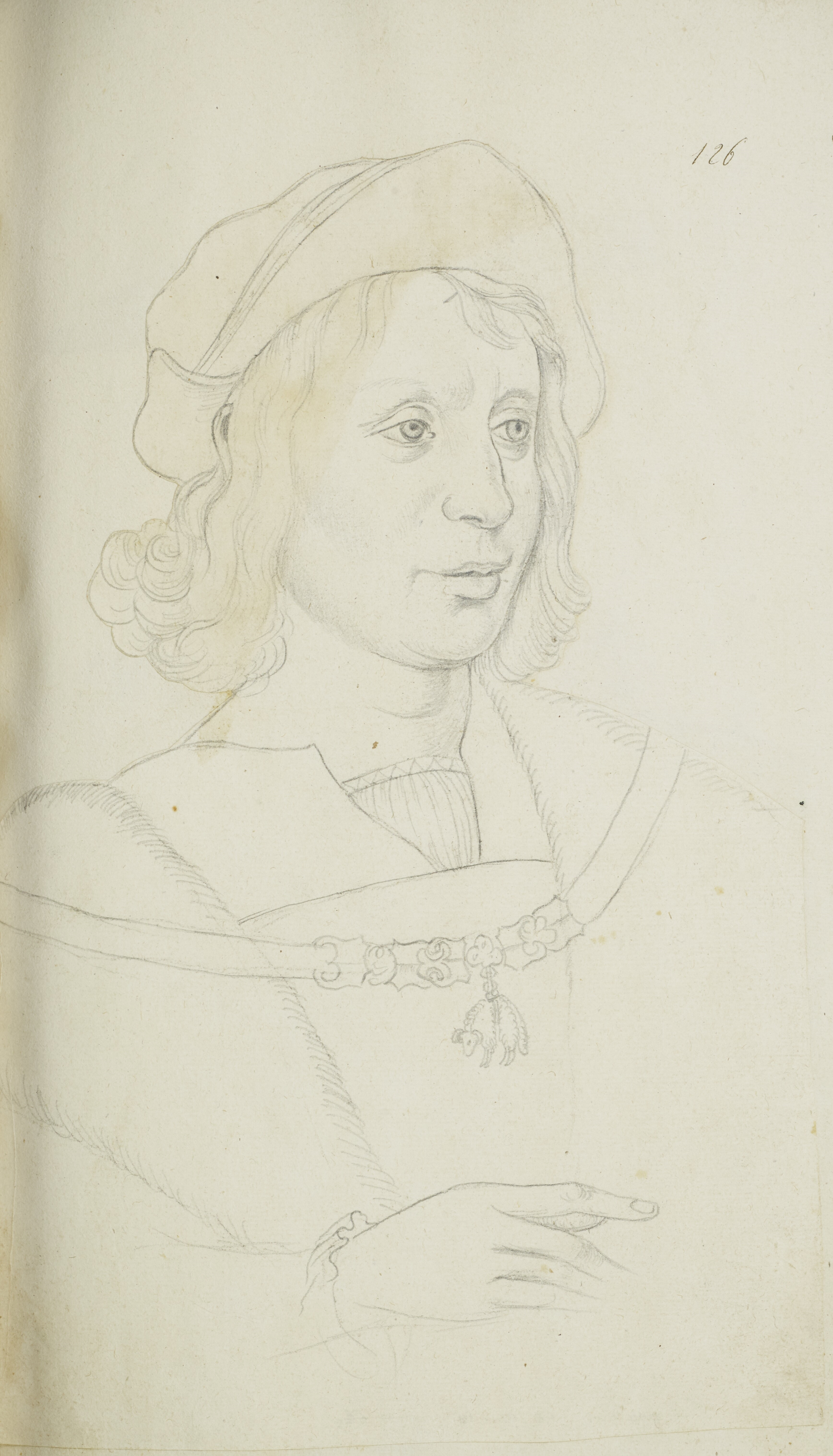
Portret (Recueil d'Arras, f. 126)

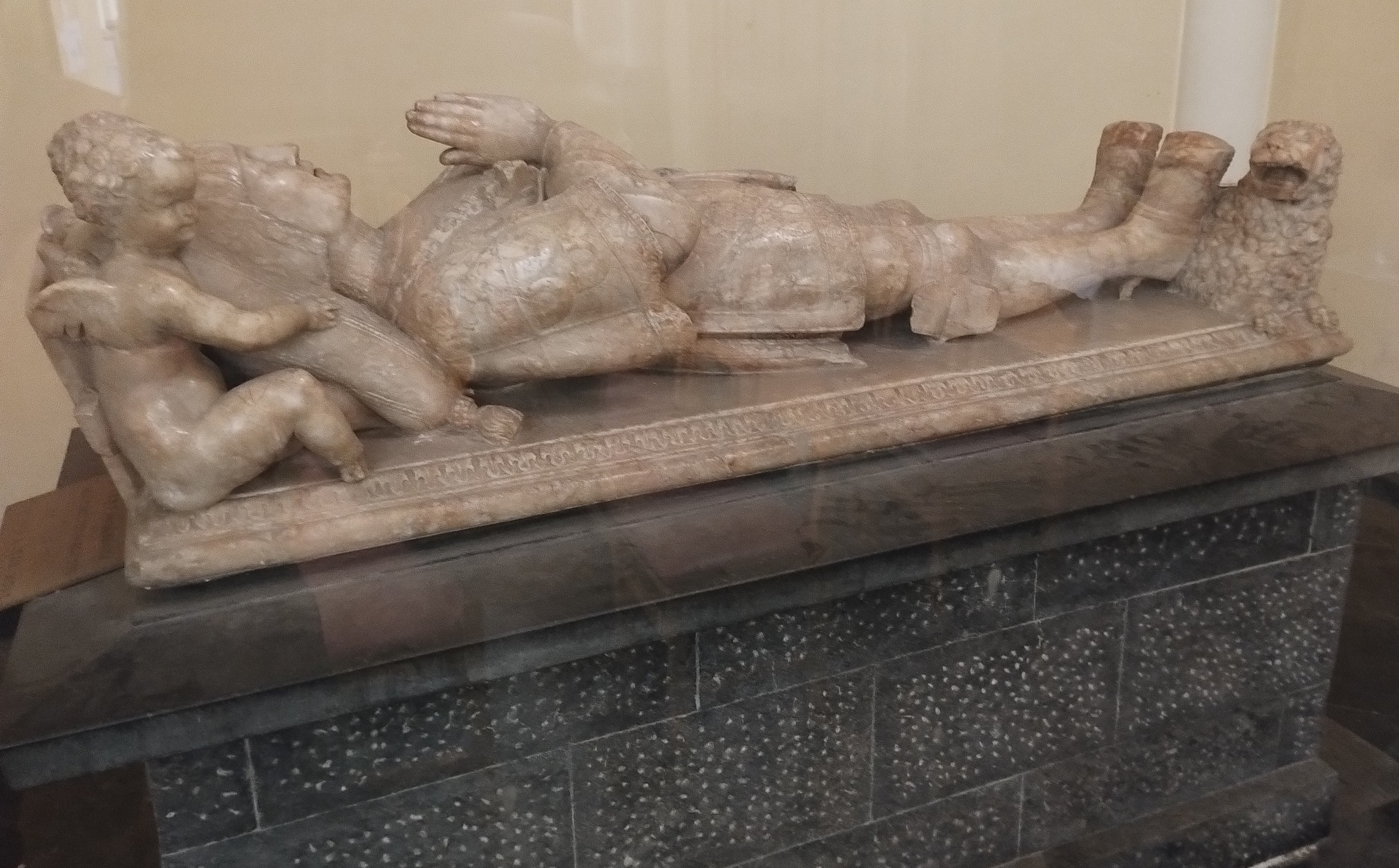
Albasten gisant in de kerk Saint-Rémy in Eigenbrakel, gemaakt bij leven, waarschijnlijk door Jean Mone

Maximiliaan van Horne (Frans: Maximilien de Hornes, 1475 - Kasteelbrakel,  3 februari 1542) was een edelman uit een jongere tak van het huis Horne.

Wapenschild

Hij was zoon van Arnold van Horne en van Margaretha van Montmorency.
Hij was heer van Houtkerke, Heeze, Geldrop, Gaasbeek en Sint-Winoksbergen, en burggraaf van Veurne. Als rechtstreekse afstammeling van het huis Horne vocht hij het legaat aan waarbij Jan van Horne het graafschap Horne toewees aan zijn stiefzoon Filips van Montmorency. Hij was in 1501 met Filips de Schone in Spanje.
Eind 15e eeuw kocht hij in Brussel een residentie, die later bekend kwam te staan als Hof van Culemborg. Hij liet het kasteel van de graven van Horne in Kasteelbrakel verbouwen en liet ervoor, op het marktplein, een schandpaal oprichten.
Hij was panetier van Filips de Schone en grand  échanson van Johanna van Castilië, vervolgens kamerheer van keizer Karel V. Verder was hij luitenant van het feodale Hof, raadsheer van Brabant en erfelijk maarschalk van Henegouwen. In 1517 werd hij ridder in de Orde van het Gulden Vlies.
Hij trouwde in 1503 met Barbara van Montfoort. Zij was de dochter van Jan III van Montfoort en Wilhelmina van Naaldwijk.
Hun kinderen waren:
- Hendrik van Horne (†1540)
- Maarten van Horne (1510-1570)
- Anna van Horne

## Voorouders
| Voorouders van Maximiliaan van Horne | Voorouders van Maximiliaan van Horne                                     | Voorouders van Maximiliaan van Horne                                     | Voorouders van Maximiliaan van Horne                                   | Voorouders van Maximiliaan van Horne                                   | Voorouders van Maximiliaan van Horne                                     | Voorouders van Maximiliaan van Horne                                     | Voorouders van Maximiliaan van Horne                                      | Voorouders van Maximiliaan van Horne                                      |
| ------------------------------------ | ------------------------------------------------------------------------ | ------------------------------------------------------------------------ | ---------------------------------------------------------------------- | ---------------------------------------------------------------------- | ------------------------------------------------------------------------ | ------------------------------------------------------------------------ | ------------------------------------------------------------------------- | ------------------------------------------------------------------------- |
| Overgrootouders                      | Jan van Horne (1380-1436) ∞ 1410 Margaretha de la Tremouille (1368-1420) | Jan van Horne (1380-1436) ∞ 1410 Margaretha de la Tremouille (1368-1420) | Johan II van Lannoy (1410-1493) ∞ Johanna Tyrel van Brimeu (1410-1459) | Johan II van Lannoy (1410-1493) ∞ Johanna Tyrel van Brimeu (1410-1459) | Johan II van Montmorency (1400-1477) ∞ Johanna van Fosseux (1401-1431)   | Johan II van Montmorency (1400-1477) ∞ Johanna van Fosseux (1401-1431)   | Johan IV van Gent-Villain (-1450) ∞ Gundola Raes van Ibermont (1395-1439) | Johan IV van Gent-Villain (-1450) ∞ Gundola Raes van Ibermont (1395-1439) |
| Grootouders                          | Filips van Horne (1421-1488) ∞ 1450 Johanna van Lannoy (1430-1475)       | Filips van Horne (1421-1488) ∞ 1450 Johanna van Lannoy (1430-1475)       | Filips van Horne (1421-1488) ∞ 1450 Johanna van Lannoy (1430-1475)     | Filips van Horne (1421-1488) ∞ 1450 Johanna van Lannoy (1430-1475)     | Johan III van Montmorency (1422-1477) ∞ Gundola van Gent-Villain (-1485) | Johan III van Montmorency (1422-1477) ∞ Gundola van Gent-Villain (-1485) | Johan III van Montmorency (1422-1477) ∞ Gundola van Gent-Villain (-1485)  | Johan III van Montmorency (1422-1477) ∞ Gundola van Gent-Villain (-1485)  |
| Ouders                               | Arnold van Horne (1460-1505) ∞ Margaretha van Montmorency (1440-)        | Arnold van Horne (1460-1505) ∞ Margaretha van Montmorency (1440-)        | Arnold van Horne (1460-1505) ∞ Margaretha van Montmorency (1440-)      | Arnold van Horne (1460-1505) ∞ Margaretha van Montmorency (1440-)      | Arnold van Horne (1460-1505) ∞ Margaretha van Montmorency (1440-)        | Arnold van Horne (1460-1505) ∞ Margaretha van Montmorency (1440-)        | Arnold van Horne (1460-1505) ∞ Margaretha van Montmorency (1440-)         | Arnold van Horne (1460-1505) ∞ Margaretha van Montmorency (1440-)         |
| Maximiliaan van Horne (1475-1542)    |                                                                          |                                                                          |                                                                        |                                                                        |                                                                          |                                                                          |                                                                           |                                                                           |